# Veera Kauppiová
Veera Kauppiová (Kauppi, * 19. července 1997, Tampere, Finsko) je finská florbalistka a reprezentantka, čtyřnásobná vicemistryně světa, dvojnásobná mistryně Švédska, vicemistryně Finska a bývalá fotbalistka. V letech 2017, 2018 a 2021 byla vyhlášena nejlepší florbalistkou světa, toto ocenění získala jako první finská hráčka v historii.

## Kariéra

### Fotbalová kariéra
Fotbal hrála ve finské ženské lize na pozici záložníka v klubu Tampereen Ilves, se kterým v roce 2015 obsadila druhé místo. Kauppiová nastupovala i za finský reprezentační tým do 17 let, za který odehrála šest zápasů a vstřelila dva góly.

### Florbalová kariéra
S florbalem začínala ve finském klubu Koovee, v sezóně 2011/2012 debutovala ve finské ženské lize. V klubu hrála až do roku 2018, kdy přestoupila do švédského týmu IKSU. Za své působení v Koovee měla bilanci 256 bodů za 138 gólů a 118 asistencí v 95 ligových zápasech. V první sezóně v IKSU se stala nejen nejlepší střelkyní ligy, ale zároveň byla nejlepší v bodování. Svými 91 body za 60 gólů a 31 asistencí v základní části vytvořila nový rekord ligy. IKSU sice ovládlo základní část, ale v playoff vypadlo v semifinále. V lednu 2019 tým IKSU ovládl Pohár mistrů, když ve finále porazil 1. SC Vítkovice 8:3. Veera Kauppiová k tomu přispěla hattrickem ve finále. V následující sezóně 2019/2020 byla nejproduktivnější hráčkou se 76 body za 42 gólů a 34 asistencí. A se svým týmem se stala vítězem švédské ligy, která byla předčasně ukončena kvůli pandemii covidu-19. Před novou sezónu podepsala smlouvu s Team Thorengruppen SK, který převzal velkou část kádru klubu IKSU, který se rozhodl z finančních důvodů do nového ročníku nejvyšší soutěže nepřihlásit. S novým týmem získala hned v první sezóně 2020/2021 titul, ke kterému přispěla mimo jiné v superfinále dvěma brankami včetně vítězné. V dalších třech ročnících zlato obhájili, znovu s bodovým přispěním Kauppiové. V letech 2023 a 2024 získali také Pohár mistrů.
Veera má dvojče Oonu Kauppiovou, která je rovněž jednou z nejlepších florbalistek světa. Celou dosavadní kariéru florbalovou i fotbalovou působily vždy ve stejném týmu. Někdy bývají přirovnávány k hokejovým bratrům Henriku a Danielovi Sedinovi.
S juniorskou reprezentací se zúčastnila mistrovství světa v letech 2014 a 2016. Na obou šampionátech získali Finky stříbrné medaile. S ženskou reprezentací se poprvé zúčastnila mistrovství světa v roce 2015 a k zisku stříbrných medailí pomohla sedmi body. Stříbrnou medaili získaly Finky i v roce 2017. Ve finále podlehly Švédkám 5:6 po samostatných nájezdech, Veera Kauppiová vstřelila v zápase hattrick a přidala jednu asistenci. V roce 2018 se zúčastnila akademického mistrovství světa v Polsku, odkud si přivezla zlatou medaili. Na mistrovství světa v roce 2019 získaly Finky bronzové medaile. Veera Kauppiová rozhodla zápas o bronz proti Česku v prodloužení. Na šampionátu se stala historicky nejproduktivnější finskou hráčkou. Na mistrovství světa v roce 2021 byla kapitánkou stříbrného finského týmu a byla vybrána za nejužitečnější hráčku turnaje a do All Star týmu.

#### Reprezentační statistiky na vrcholných turnajích
| Rok                            | Reprezentace                   | Turnaj                         | Umístění                       |    | Z  | G  | A  | B | TM |
| ------------------------------ | ------------------------------ | ------------------------------ | ------------------------------ | -- | -- | -- | -- | - | -- |
| 2014                           | Finsko 19                      | MS U19                         | Stříbrná medaile               | 5  | 7  | 3  | 10 | 0 |    |
| 2015                           | Finsko                         | MS                             | Stříbrná medaile               | 6  | 6  | 1  | 7  | 4 |    |
| 2016                           | Finsko 19                      | MS U19                         | Stříbrná medaile               | 5  | 5  | 5  | 10 | 0 |    |
| 2017                           | Finsko                         | MS                             | Stříbrná medaile               | 6  | 11 | 6  | 17 | 0 |    |
| 2018                           | Finsko                         | Akademické MS                  | Zlatá medaile                  | 4  | 11 | 11 | 22 | 0 |    |
| 2019                           | Finsko                         | MS                             | Bronzová medaile               | 4  | 9  | 10 | 19 | 0 |    |
| 2021                           | Finsko                         | MS                             | Stříbrná medaile               | 6  | 15 | 5  | 20 | 0 |    |
| 2023                           | Finsko                         | MS                             | Stříbrná medaile               | 6  | 11 | 7  | 18 | 0 |    |
| Reprezentace U19               | Reprezentace U19               | Reprezentace U19               | Reprezentace U19               | 10 | 12 | 8  | 20 | 0 |    |
| Ženská akademická reprezentace | Ženská akademická reprezentace | Ženská akademická reprezentace | Ženská akademická reprezentace | 4  | 11 | 11 | 22 | 0 |    |
| Ženská reprezentace            | Ženská reprezentace            | Ženská reprezentace            | Ženská reprezentace            | 28 | 52 | 29 | 81 | 4 |    |

## Ocenění a úspěchy
- Nejlepší florbalistka světa 2017, 2018, 2021 a 2023[2][31][32]
- Vítězka švédské superligy 2020, 2021, 2022, 2023 a 2024[10][16][17][18][19]
- Vítězka bodování švédské superligy 2019 a 2020
- Rekord v počtu bodů za sezónu ve švédské superlize (91) 2019[6][7]
- Nejlepší střelkyně švédské superligy 2019
- Vítězka poháru mistrů 2019, 2023 a 2024[9][20][21]
- Vítězka akademického MS 2018[25]